# Ramoty (województwo pomorskie)
Ramoty (niem. Ramten) – wieś w Polsce w województwie pomorskim, w powiecie sztumskim, w gminie Stary Targ.
Wieś położona przy drodze wojewódzkiej nr 515, utworzona w  typie ulicówki, niegdyś szlachecka.
Wieś jest siedzibą sołectwa Ramoty, w którego skład wchodzą również miejscowości Waplewko i Waplewo Wielkie. 
Wieś szlachecka położona była w I Rzeczypospolitej w województwie malborskim. W latach 1945–1975 miejscowość administracyjnie należała do województwa gdańskiego, a w latach 1975–1998 do województwa elbląskiego.

## Historia
W XV wieku wieś nosiła nazwy Rammoth, Ramaw i Ramod, w XVI Rampten, w XVII wieku występowały nazwy Ramuty i Ramułty. W II połowie XVIII wieku miała nazwę Ranten i należała do rodziny Bagniewskich. Wiek później była w posiadaniu hr. Adama Sierakowskiego. Liczyła wówczas ponad 200 mieszkańców, z czego blisko 80% stanowili katolicy, a resztę ewangelicy. Znajdowała się tam wówczas stacja pocztowa. Dawny układ ruralistyczny miejscowości został zachowany. Utrzymało się kilka budynków (oraz kapliczka) z przełomu XIX i XX wieku.

## Związani z Ramotami
- Maciej Kostka, herbu Dąbrowa, który ok. 1584 ożenił się z Anną de Felden Zakrzewską, herbu Pomian[5].